# Michèle Montas
Michèle Montas (Puerto Príncipe, 1946) es una escritora, activista política, feminista y periodista haitiana, ex portavoz del Secretario general de las Naciones Unidas, Ban Ki-moon. Antes de su nombramiento, encabezó la unidad francesa del Servicio de Radio de Naciones Unidas. De 2003 a 2004, se desempeñó como portavoz del presidente de la Asamblea General de la ONU, Julian Robert Hunte, poco después de huir a Nueva York desde Haití.
Comenzó su carrera periodística en Haití a principios de la década de 1970 con su marido, Jean Dominique, también periodista haitiano. La estación de Dominique, Radio Haití-Inter, fue atacada varias veces durante las décadas de 1980 y 1990, y la pareja se vio obligada a huir del país dos veces para vivir brevemente en el exilio. Dominique fue asesinado en abril de 2000 después de emitir críticas cada vez más estridentes sobre el programa de Jean-Bertrand Aristide (no estaba en el poder en ese momento). Montas se hizo cargo de la estación, pero la cerró en febrero de 2003 y huyó a Nueva York después que su guardaespaldas fuera atacado en su casa y recibiera varias amenazas de muerte. Montas regresó a Haití en su rol con MINUSTAH.